# Grand Prix-wegrace van België 1989
De Grand Prix-wegrace van België 1989 was de tiende Grand Prix van wereldkampioenschap wegrace in het seizoen 1989. De races werden verreden op 2 juli 1989 op het Circuit de Spa-Francorchamps nabij Malmedy.

## Algemeen
De BMB had de organisatie van de Belgische Grand Prix tot 1991 verkocht aan een externe partij: Racing Francorchamps Promotion pvba. Lees: Bernie Ecclestone, die omgerekend ruim 180.000 Euro betaald had voor de rechten op de organisatie en daarmee bijvoorbeeld ook de verkoop van tv-rechten. Op sommige punten was dat gunstig, want voor het eerst keken mensen die zichzelf zo belangrijk vonden dat ze door het rennerskwartier mochten wandelen tegen beveiligers aan die hen de toegang verboden. Het circuit was hier en daar weer verbeterd. Bij Blanchimont, waar in 1988 Martin Wimmer en Loris Reggiani zwaar gevallen waren, bij Le Raidillon en bij La Source waren de uitloopstroken verbreed. Ook de rest van de organisatie ging volgens de Formule 1-methode: een verdubbeling van de toegangsprijzen (25 Euro voor een staanplaats en 50 Euro voor een tribuneplaats, sommige bezoekers meldden zelfs 68 Euro te hebben betaald) en hoge parkeerbedragen. Het publiek was de grote verliezer, want zonder deze verhogingen was de Belgische GP al de duurste geweest. Er waren dan ook niet meer dan 30.000 toeschouwers, ondanks het feit de Didier de Radiguès in de 250cc-race van poleposition zou gaan starten. Een aantal van hen (voornamelijk Nederlanders en Duitsers) miste de races omdat het al op zaterdagavond tot flinke vechtpartijen met de Rijkswacht was gekomen waarbij dertig arrestaties waren verricht.
Men had ook weinig lering getrokken uit de klachten bij de GP van 1988, toen de organisatie niet in staat bleek het programma voor 17.00 uur af te werken en de laatste zijspancombinatie pas om 19.30 finishte. Door de valse start van Didier de Radiguès in de 250cc-klasse en de drie starts in de 500cc-klasse gebeurde nu precies hetzelfde.

## 500cc-klasse
De 500cc-klasse werd in drie manches verreden door de wisselende weersomstandigheden, maar omdat dit niet reglementair was werd de uitslag van de laatste manche 's avonds om half negen (toen er geen enkele coureur meer op het circuit was) geschrapt. De FIM moest deze beslissing echter nog beoordelen, zodat de coureurs voorlopig met halve punten naar huis gingen en het nog niet zeker was of deze GP überhaupt wel zou meetellen. 

### De training
Kevin Schwantz was altijd snel in de kwalificatietrainingen en hij reed zijn zevende poleposition van dit seizoen. Wayne Rainey was tweede, maar Mick Doohan was verrassend derde. Opmerkelijk genoeg vond hij dit zeven kilometer lange circuit makkelijker om te leren kennen dan het TT Circuit Assen. Ook John Kocinski was verrassend sterk. Voor het eerst met een 500cc-Yamaha en voor het eerst op Spa-Francorchamps kwalificeerde hij zich voor Freddie Spencer en Wayne Gardner. Die laatste reed echter nog steeds met een niet herstelde beenbreuk. Ron Haslam viel in de training en kon door een handblessure niet in de race starten. Serge Rosset (ROC-Honda) moest de geblesseerde Dominique Sarron missen. Hij benaderde Didier de Radiguès en Jacques Cornu om als vervanger te rijden, zonder succes. 

#### Trainingstijden

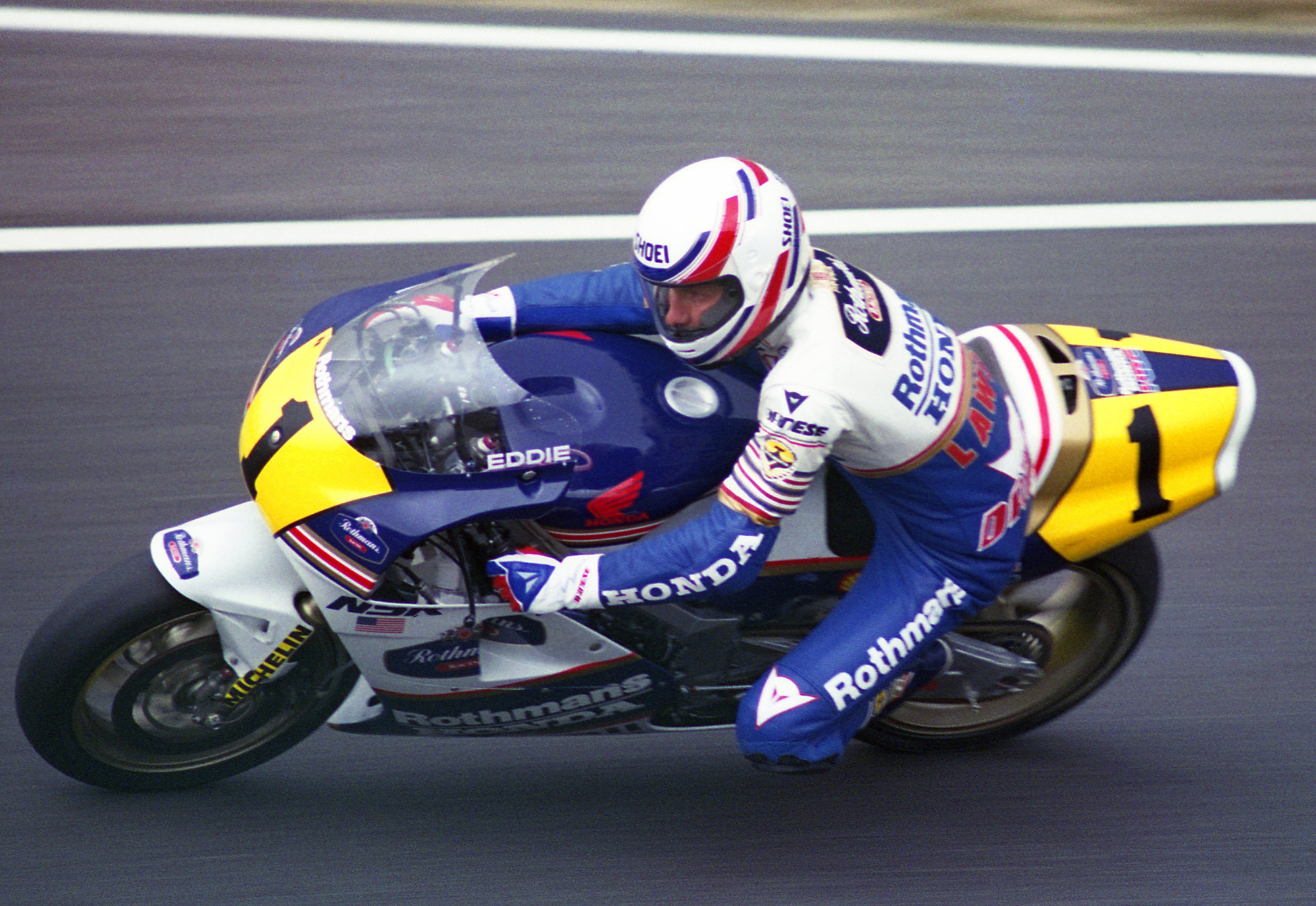
Eddie Lawson

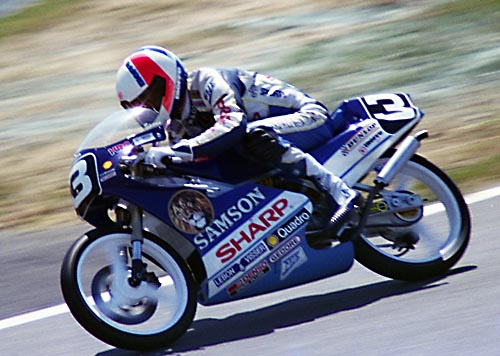
Hans Spaan

| Pos | Coureur             | Merk                               | Tijd    |
| --- | ------------------- | ---------------------------------- | ------- |
| 1.  | Kevin Schwantz      | Pepsi-Suzuki                       | 2"24'65 |
| 2.  | Wayne Rainey        | Roberts-Lucky Strike-Yamaha        | 2"25'02 |
| 3.  | Mick Doohan         | Rothmans-HRC-Honda                 | 2"26'33 |
| 4.  | Christian Sarron    | Gauloises-Sonauto-Yamaha           | 2"26'44 |
| 5.  | Eddie Lawson        | Kanemoto Racing-Rothmans-HRC-Honda | 2"26'46 |
| 6.  | Kevin Magee         | Roberts-Lucky Strike-Yamaha        | 2"26'50 |
| 7.  | Pierfrancesco Chili | Gallina-HB-HRC-Honda               | 2"26'55 |
| 8.  | John Kocinski       | Roberts-Yamaha                     | 2"27'24 |
| 9.  | Freddie Spencer     | Agostini-Marlboro-Yamaha           | 2"27'27 |
| 10. | Wayne Gardner       | Rothmans-HRC-Honda                 | 2"27'42 |

### De race

#### Eerste manche (vijf ronden)
De 500cc-race ging onder droge omstandigheden van start met een kopgroep bestaande uit Wayne Rainey, Kevin Schwantz, Eddie Lawson en Christian Sarron. Na twee ronden stopte Wayne Gardner en na vier ronden volgde ook Randy Mamola. Toen begon het te regenen. Schwantz stak zijn arm in de lucht ten teken dat hij de race wilde stilleggen. Rainey ging daarin mee, maar ze werden allebei gepasseerd door Lawson en Sarron die vol doorgingen. Twee kilometer verderop vloog Sarron van zijn machine en nu legde ook Lawson zich bij de feiten neer. De organisatie vlagde de race bij start/finish af. 

#### Tweede manche (drie ronden)
Bij de herstart stond iedereen weer op slicks, met uitzondering van Randy Mamola en Wayne Gardner, die niet meer mochten starten omdat ze in de eerste manche de vijfde ronde niet hadden voltooid. Na een paar ronden begon het echter weer te regenen en de geschiedenis herhaalde zich: Schwantz, Rainey en Lawson legden de race stil. Mick Doohan had dat niet in de gaten en hij reed de reeds langzamer rijdende John Kocinksky van zijn machine. 

#### Derde manche (negen ronden)
Niemand scheen te weten of er eigenlijk wel een derde maal gestart mocht worden. Daardoor zag men bekvechtende coureurs, teammanagers en functionarissen van de IRTA (vereniging van teams) en de ROPA (vereniging van organisatoren), de wedstrijdleider en functionarissen van de FIM. Misschien was de mededeling van een functionaris van de Rijkswacht wel doorslaggevend: hij kon niet instaan voor de veiligheid als er niet gereden zou worden. Dat was logisch, want bij de duurste Grand Prix van het jaar wilde het publiek wel races zien. Er werd dus voor de derde keer gestart, op regenbanden dit keer, voor een manche over negen ronden. Kevin Schwantz leek op de overwinning af te gaan tot hij in de laatste ronde zijn voorwiel onderuit remde, waardoor Wayne Rainey naar de overwinning reed, voor Lawson, Kocinski, Doohan en Sarron.
Bij de huldiging stonden Rainey, Lawson en Kocinski op het podium en miste men Kevin Schwantz, die immers gevallen was. 

#### De nasleep
's Avonds laat besliste de jury dat de derde manche ongeldig werd verklaard. Men had niet opnieuw mogen starten. De uitslag na twee manches gold, zij het met de toekenning van halve punten. Er volgden vanzelfsprekend protesten, o.a. van Team Roberts, Gauloises-Sonauto en Gallina-HB.
| Pos | Coureur                      | Merk                                       | Tijd      | Grid | Punten |
| --- | ---------------------------- | ------------------------------------------ | --------- | ---- | ------ |
| 1   | Eddie Lawson                 | Kanemoto Racing-Rothmans-HRC-Honda         | 19"46'26  | 5    | 10     |
| 2   | Kevin Schwantz               | Pepsi-Suzuki                               | +00'92    | 1    | 8,5    |
| 3   | Wayne Rainey                 | Roberts-Lucky Strike-Yamaha                | +01'52    | 2    | 7,5    |
| 4   | Christian Sarron             | Gauloises-Sonauto-Yamaha                   | +11'43    | 4    | 6,5    |
| 5   | John Kocinski                | Roberts-Yamaha/Roberts-Lucky Strike-Yamaha | +15'22    | 8    | 5,5    |
| 6   | Pierfrancesco Chili          | Gallina-HB-HRC-Honda                       | +18'87    | 7    | 5      |
| 7   | Kevin Magee                  | Roberts-Lucky Strike-Yamaha                | +20'72    | 6    | 4,5    |
| 8   | Mick Doohan                  | Rothmans-HRC-Honda                         | +27'23    | 3    | 4      |
| 9   | Freddie Spencer              | Agostini-Marlboro-Yamaha                   | +27'85    | 9    | 3,5    |
| 10  | Niall Mackenzie              | Agostini-Marlboro-Yamaha                   | +32'84    | 11   | 3      |
| 11  | Rob McElnea                  | Cabin-HRC-Honda                            | +32'97    | 13   | 2,5    |
| 12  | Marco Gentile                | Fior-Marlboro-Yamaha                       | +1"25'46  | 16   | 2      |
| 13  | Cees Doorakkers              | Honda                                      | +1"34'46  | 21   | 1,5    |
| 14  | Eddie Laycock                | Millar-Honda                               | +1"37'06  | 20   | 1      |
| 15  | Simon Buckmaster             | Team Katayama-Honda                        | +1"37'59  | 17   | 0,5    |
| 16  | Sepp Doppler                 | Honda                                      | +1"39'82  | 22   |        |
| 17  | Bruno Kneubühler             | Römer-Honda                                | +1"41'36  | 18   |        |
| 18  | Marco Papa                   | Greco-Paton                                | +2"03'13  | 19   |        |
| 19  | Niggi Schmassmann            | Technotron-Honda                           | +2"14'40  | 23   |        |
| 20  | Hans Klingebiel              | Suzuki                                     | +2"31'37  | 26   |        |
| 21  | Fernando González De Nicolás | Club Cross Pozuelo-Honda                   | +2"35'99  | 25   |        |
| 22  | Mark Phillips                | Suzuki                                     | +3"07'05  | 24   |        |
| 23  | Randy Mamola                 | Cagiva Corse                               | +1 ronde  | 14   |        |
| 24  | Alessandro Valesi            | Iberna-Yamaha                              | +6 ronden | 15   |        |
| 25  | Wayne Gardner                | Rothmans-HRC-Honda                         | +6 ronden | 10   |        |
| 26  | Pavel Dekanek                | Wernberger Konservenfabrik-Honda           | +6 ronden | 27   |        |

| Coureur    | Merk         | Oorzaak  | Grid |
| ---------- | ------------ | -------- | ---- |
| Ron Haslam | Pepsi-Suzuki | Blessure | 12   |

| Coureur           | Merk                             | Oorzaak                          |
| ----------------- | -------------------------------- | -------------------------------- |
| Adrien Morillas   | ELF-ROC-HRC-Honda                | [ 3 ]                            |
| Dominique Sarron  | ELF-ROC-HRC-Honda                | Blessure                         |
| Norihiko Fujiwara | Tech 21-Yamaha                   | [ 5 ]                            |
| Shinichi Ito      | Seed-HRC-Honda                   | [ 6 ]                            |
| Tadahiko Taira    | Tech 21-Yamaha                   | Gezin                            |
| Shunji Yatsushiro | Pentax-HRC-Honda                 | [ 6 ]                            |
| Kunio Machii      | Nescafé-Yamaha                   | [ 6 ]                            |
| Michael Rudroff   | Rallye Sport-Honda               |                                  |
| Bubba Shobert     | Cabin-HRC-Honda USA              | Gewond                           |
| Alois Meyer       | Rallye Sport-Honda               |                                  |
| Luca Cadalora     | Agostini-Marlboro-Yamaha         | [ 9 ]                            |
| Romolo Balbi      | Honda                            |                                  |
| Massimo Broccoli  | Cagiva Corse                     |                                  |
| Michael Dowson    | Yamaha                           |                                  |
| Andreas Leuthe    | Librenti-Suzuki                  |                                  |
| Fabio Biliotti    | Team Katayama-Honda              |                                  |
| Ernst Gschwender  | Suzuki Deutschland               |                                  |
| Fred Merkel       | Gallina-HB-HRC-Honda             |                                  |
| Thierry Crine     | Konica Minolta-Suzuki            | [ 10 ]                           |
| Roger Burnett     | Rothmans-HRC-Honda               | [ 11 ]                           |
| Juan López Mella  | Xunta-Honda                      |                                  |
| Alberto Rota      | Yamaha                           |                                  |
| Peter Lindén      | Flygvapnet-Eurovan Germany-Honda | Flygvapnet-Eurovan Germany-Honda |

### Top tien tussenstand 500cc-klasse
| Pos | Coureur             | Merk                               | Ptn   |
| --- | ------------------- | ---------------------------------- | ----- |
| 1   | Wayne Rainey        | Roberts-Lucky Strike-Yamaha        | 150,5 |
| 2   | Eddie Lawson        | Kanemoto Racing-Rothmans-HRC-Honda | 137   |
| 3   | Christian Sarron    | Gauloises-Sonauto-Yamaha           | 103,5 |
| 4   | Kevin Magee         | Roberts-Lucky Strike-Yamaha        | 87,5  |
| 5   | Kevin Schwantz      | Pepsi-Suzuki                       | 85,5  |
| 6   | Pierfrancesco Chili | Gallina-HB-HRC-Honda               | 85    |
| 7   | Mick Doohan         | Rothmans-HRC-Honda                 | 60    |
| 8   | Niall Mackenzie     | Agostini-Marlboro-Yamaha           | 51    |
| 9   | Ron Haslam          | Pepsi-Suzuki                       | 48    |
| 10  | Wayne Gardner       | Rothmans-HRC-Honda                 | 43    |

## 250cc-klasse

### De training
Didier de Radiguès zette alles op alles om de snelste trainingstijd te rijden. Hij verklaarde dat de machine in Assen al snel was geweest, maar dat hij zelf ziek was. Nu klopte alles en was hij dus de snelste. Hoewel Sito Pons slechts de zevende tijd reed, werden de eerste twee startrijen toch vooral bezet door Honda's. Yamaha kwam er weer niet aan te pas. De snelste Yamaha-coureur was Jean-Philippe Ruggia met de vijfde tijd. 

#### Trainingstijden
| Pos | Coureur              | Merk                       | Tijd    |
| --- | -------------------- | -------------------------- | ------- |
| 1.  | Didier de Radiguès   | Aprilia-Rotax              | 2"31'79 |
| 2.  | Carlos Cardús        | Repsol-HRC-Honda España    | 2"31'85 |
| 3.  | Jacques Cornu        | Lucky Strike-ELF-HRC-Honda | 2"32'43 |
| 4.  | Helmut Bradl         | HB-Römer-HRC-Honda         | 2"32'43 |
| 5.  | Jean-Philippe Ruggia | Gauloises-Sonauto-Yamaha   | 2"32'55 |
| 6.  | Reinhold Roth        | HB-Shoei-HRC-Honda         | 2"32'65 |
| 7.  | Sito Pons            | Campsa-JJ Cobas-HRC-Honda  | 2"32'68 |
| 8.  | Martin Wimmer        | Hein Gericke-Aprilia-Rotax | 2"32'74 |
| 9.  | Loris Reggiani       | HB-HRC-Honda               | 2"33'27 |
| 10. | Alberto Puig         | Nieto-Ducados-Yamaha       | 2"33'0  |

### De race
De baan was deels nat en deels droog en daarom startten de meeste deelnemers op intermediates, maar Didier de Radiguès koos voor slicks en Jacques Cornu monteerde voor een intermediate en achter een slick. De Radiguès startte al toen het licht nog op rood stond, wat een Belg in België kennelijk ongestraft kon doen, want de Aprilia werd tot woede van veel collega's gewoon terug naar de streep geduwd. De start werd uitgesteld waardoor o.a. Harald Eckl, Adrien Morillas, en Maurizio Vitali de tijd kregen hun banden te wisselen. Er volgde een tweede opwarmronde en de race werd met een ronde ingekort. Na de start nam Jean-Philippe Ruggia de leiding voor Jacques Cornu, Carlos Cardús, Martin Wimmer, Reinhold Roth en Helmut Bradl. In de tweede ronde vielen zowel Ruggia als De Radiguès. Later viel ook Wimmer, waardoor de strijd om de kop ging tussen Cornu, Cardús, Roth en de aangesloten Sito Pons. Twee ronden voor het einde was de baan grotendeels droog en begon Cornu te profiteren van zijn bandenkeuze. Hij nam de leiding en gaf ze niet meer uit handen. Door zijn overwinning nam hij de tweede plaats in het kampioenschap over van Reinhold Roth. 
| Pos | Coureur           | Merk                            | Tijd     | Grid | Punten |
| --- | ----------------- | ------------------------------- | -------- | ---- | ------ |
| 1   | Jacques Cornu     | Lucky Strike-ELF-HRC-Honda      | 36"45'58 | 3    | 20     |
| 2   | Sito Pons         | Campsa-JJ Cobas-HRC-Honda       | 36"46'16 | 7    | 17     |
| 3   | Carlos Cardús     | Repsol-HRC-Honda España         | 36"48'51 | 2    | 15     |
| 4   | Reinhold Roth     | HB-Shoei-HRC-Honda              | 36"55'26 | 6    | 13     |
| 5   | Luca Cadalora     | Agostini-Marlboro-Yamaha        | 37"11'05 | 11   | 11     |
| 6   | Helmut Bradl      | HB-Römer-HRC-Honda              | 37"14'52 | 4    | 10     |
| 7   | Juan Garriga      | Nieto-Ducados-Repsol-Yamaha     | 37"26'63 | 13   | 9      |
| 8   | Fausto Ricci      | FMI-Aprilia-Rotax               | 37"36'65 | 23   | 8      |
| 9   | Masahiro Shimizu  | Ajinomoto-HRC-Honda             | 37"41'95 | 24   | 7      |
| 10  | Alain Bronec      | Aprilia-Rotax                   | 37"43'46 | 32   | 6      |
| 11  | Daniel Amatriaín  | Team Katayama-Ducados-HRC-Honda | 37"43'93 | 16   | 5      |
| 12  | Renzo Colleoni    | Aprilia-Rotax                   | 37"44'61 | 21   | 4      |
| 13  | Alberto Puig      | Nieto-Ducados-Yamaha            | 37"45'06 | 10   | 3      |
| 14  | Harald Eckl       | Römer-Aprilia-Rotax             | 37"48'65 | 18   | 2      |
| 15  | Carlos Lavado     | Rudy Project-Aprilia-Rotax      | 37"50'86 | 12   | 1      |
| 16  | Bernard Haenggeli | Yamaha                          | 37"51'18 | 27   |        |
| 17  | Hans Becker       | Honda                           | 38"08'91 | 26   |        |
| 18  | Maurizio Vitali   | Honda                           | 38"09'58 | 22   |        |
| 19  | Wilco Zeelenberg  | Samson-Sharp-HRC-Honda          | 38"22'96 | 20   |        |
| 20  | Andreas Preining  | Aprilia-Rotax                   | 38"27'03 | 35   |        |
| 21  | Luis Lavado       | Yamaha                          | 38"27'35 | 36   |        |
| 22  | Bernard Schick    | Yamaha                          | 38"36'09 | 29   |        |
| 23  | Manfred Herweh    | Yamaha                          | 39"10'89 | 31   |        |
| 24  | Laurent Naveau    | Yamaha                          | +1 ronde | 34   |        |

| Coureur                   | Merk                        | Oorzaak | Grid |
| ------------------------- | --------------------------- | ------- | ---- |
| Didier de Radiguès        | Aprilia-Rotax               | Val     | 1    |
| Martin Wimmer             | Hein Gericke-Aprilia-Rotax  | Val     | 8    |
| Patrick van den Goorbergh | Docshop-Yamaha              | Opgave  | 33   |
| Alex Barros               | McDonald's-Venemotos-Yamaha | Val     | 14   |
| Andrew Leisner            | Honda                       |         | 15   |
| Adrien Morillas           | Yamaha                      |         | 28   |
| Jean-Philippe Ruggia      | Gauloises-Sonauto-Yamaha    | Val     | 5    |
| August Auinger            | Project Consult-Yamaha      |         | 17   |
| Loris Reggiani            | HB-HRC-Honda                | Val     | 9    |
| Alberto Rota              | FMI-Aprilia-Rotax           |         | 30   |
| Stefano Caracchi          | Honda                       |         | 19   |
| Gary Cowan                | Docshop-Yamaha              | Val     | 25   |

| Coureur            | Merk             | Oorzaak |
| ------------------ | ---------------- | ------- |
| Toshihiko Honma    | Yamaha           | [ 14 ]  |
| Jim Filice         | HRC-Honda        | [ 15 ]  |
| John Kocinski      | Roberts-Yamaha   | [ 16 ]  |
| Jochen Schmid      | Honda            |         |
| Marcellino Lucchi  | Aprilia-Rotax    |         |
| Tadayuki Okada     | Cabin-HRC-Honda  | [ 6 ]   |
| Toshinobu Shiomori | Yamaha           | [ 6 ]   |
| Adrien Morillas    | Yamaha           |         |
| Daryl Beattie      | Honda            |         |
| Kevin Mitchell     | Yamaha           |         |
| Paolo Casoli       | Pileri-AGV-Honda |         |
| Junya Arai         | Honda            | [ 6 ]   |

### Top tien tussenstand 250cc-klasse
| Pos | Coureur              | Merk                                   | Ptn |
| --- | -------------------- | -------------------------------------- | --- |
| 1   | Sito Pons            | Campsa-JJ Cobas-HRC-Honda              | 181 |
| 2   | Jacques Cornu        | Lucky Strike-ELF-HRC-Honda             | 120 |
| 3   | Reinhold Roth        | HB-Römer-HRC-Honda/ HB-Shoei-HRC-Honda | 116 |
| 4   | Carlos Cardús        | Repsol-HRC-Honda España                | 110 |
| 5   | Jean-Philippe Ruggia | Gauloises-Sonauto-Yamaha               | 99  |
| 6   | Luca Cadalora        | Agostini-Marlboro-Yamaha               | 81  |
| 7   | Juan Garriga         | Nieto-Ducados-Repsol-Yamaha            | 60  |
| 8   | Masahiro Shimizu     | Ajinomoto-HRC-Honda                    | 58  |
| 9   | Helmut Bradl         | HB-Römer-HRC-Honda                     | 54  |
| 10  | Martin Wimmer        | Hein Gericke-Aprilia-Rotax             | 44  |

## 125cc-klasse

### De training
Ezio Gianola was de snelste in de trainingen, maar hij was slechts 0,07 seconde sneller dan Hans Spaan en ook de herstellende (sleutelbeenblessure) Jorge Martínez reed zich weer naar de eerste startrij, evenals de leider in het wereldkampioenschap, Àlex Crivillé. Teruo Fukada's beide coureurs Hisashi Unemoto en Koji Takada trainden en raceten altijd in elkaars buurt, maar nu zat er zelfs maar 0,01 seconde verschil tussen hun tijden. 

#### Trainingstijden
| Pos | Coureur          | Merk                       | Tijd    |
| --- | ---------------- | -------------------------- | ------- |
| 1.  | Ezio Gianola     | Pileri-AGV-Honda           | 2"43'47 |
| 2.  | Hans Spaan       | Samson-Sharp-Honda         | 2"43'54 |
| 3.  | Jorge Martínez   | Nieto-Ducados-Cepsa-Derbi  | 2"43'56 |
| 4.  | Àlex Crivillé    | Marlboro-JJ Cobas-Rotax    | 2"43'59 |
| 5.  | Lucio Pietroniro | Honda                      | 2"44'38 |
| 6.  | Fausto Gresini   | FMI-Marlboro-Aprilia-Rotax | 2"45'09 |
| 7.  | Corrado Catalano | Gazzaniga-Rotax            | 2"45'12 |
| 8.  | Julián Miralles  | Nieto-Ducados-Cepsa-Derbi  | 2"46'06 |
| 9.  | Hisashi Unemoto  | Fukuda-Honda               | 2"46'46 |
| 10. | Koji Takada      | Fukuda-Honda               | 2"46'47 |

### De race
Op de natte baan nam Ezio Gianola de leiding voor Hans Spaan, Hisashi Unemoto en Allan Scott, maar die laatste twee moesten al na enkele ronden afhaken. Spaan wist echter dat zijn Dunlop-regenbanden beter waren dan die van Gianola. Hij nam de leiding over en na zeven ronde gaf Gianola het gevecht op. Hij koos voor een veilige tweede plaats nadat hij WK-leider Àlex Crivillé met een defecte machine langs de kant had zien staan. De uitslag van de race betekende dat Spaan en Gianola gezamenlijk met 98 punten het WK aanvoerden.
| Pos | Coureur            | Merk                       | Tijd     | Grid | Punten |
| --- | ------------------ | -------------------------- | -------- | ---- | ------ |
| 1   | Hans Spaan         | Samson-Sharp-Honda         | 38"38'49 | 2    | 20     |
| 2   | Ezio Gianola       | Pileri-AGV-Honda           | 38"50'89 | 1    | 17     |
| 3   | Hisashi Unemoto    | Fukuda-Honda               | 39"16'80 | 9    | 15     |
| 4   | Julián Miralles    | Nieto-Ducados-Cepsa-Derbi  | 39"27'69 | 8    | 13     |
| 5   | Lucio Pietroniro   | Honda                      | 39"36'41 | 5    | 11     |
| 6   | Stefan Prein       | Honda                      | 39"40'00 | 15   | 10     |
| 7   | Fausto Gresini     | FMI-Marlboro-Aprilia-Rotax | 39"40'35 | 6    | 9      |
| 8   | Adi Stadler        | Honda                      | 39"41'15 | 11   | 8      |
| 9   | Koji Takada        | Fukuda-Honda               | 39"41'51 | 10   | 7      |
| 10  | Thierry Feuz       | Honda                      | 39"42'10 | 13   | 6      |
| 11  | Domenico Brigaglia | Garelli                    | 39"47'59 | 27   | 5      |
| 12  | Doriano Romboni    | Honda                      | 39"48'26 | 18   | 4      |
| 13  | Dirk Raudies       | Honda                      | 39"53'41 | 28   | 3      |
| 14  | Jean-Claude Selini | Honda                      | 39"53'82 | 24   | 2      |
| 15  | Hubert Abold       | Rotax                      | 39"54'65 | 16   | 1      |
| 16  | Alex Bedford       | 7Up-EMC-Rotax              | 40"02'60 | 26   |        |
| 17  | Robin Milton       | Honda                      | 40"07'94 | 29   |        |
| 18  | Luis Miguel Reyes  | Marlboro-Honda             | 40"27'81 | 22   |        |
| 19  | Peter Öttl         | Krauser                    | 40"49'94 | 19   |        |
| 20  | Gastone Grassetti  | Aprilia-Rotax              | 40"50'93 | 30   |        |
| 21  | Flemming Kistrup   | Honda                      | 40"52'04 | 17   |        |
| 22  | Håkan Olsson       | Rotax                      | 41"11'12 | 32   |        |
| 23  | Johnny Wickström   | Honda                      | 41"11'65 | 36   |        |
| 24  | Serge Julin        | Honda                      | +1 ronde | 23   |        |
| 25  | Manfred Fischer    | Honda                      | +1 ronde | 37   |        |

| Coureur           | Merk                      | Oorzaak         | Grid |
| ----------------- | ------------------------- | --------------- | ---- |
| Àlex Crivillé     | Marlboro-JJ Cobas-Rotax   |                 | 4    |
| Emilio Cuppini    | Garelli                   |                 | 31   |
| Corrado Catalano  | Gazzaniga-Rotax           |                 | 7    |
| Bruno Casanova    | FMI-Aprilia-Rotax         |                 | 20   |
| Stefan Dörflinger | Marlboro-Aprilia-Rotax    |                 | 25   |
| Alfred Waibel     | Honda                     |                 | 12   |
| Bady Hassaine     | Honda                     |                 | 21   |
| Robin Appleyard   | Honda                     |                 | 33   |
| Jorge Martínez    | Nieto-Ducados-Cepsa-Derbi | Opgave          | 3    |
| Allan Scott       | Honda                     | Versnellingsbak | 14   |

| Coureur    | Merk           | Oorzaak  | Grid |
| ---------- | -------------- | -------- | ---- |
| Taru Rinne | Servisco-Honda | Blessure | 11   |

| Coureur             | Merk          | Oorzaak |
| ------------------- | ------------- | ------- |
| Masayuki Hirose     | Honda         | [ 6 ]   |
| Herri Torrontegui   | Honda         |         |
| Kenishi Yoshida     | Honda         | [ 6 ]   |
| Masato Shima        | Honda         | [ 6 ]   |
| Yukata Fujiwara     | Honda         | [ 6 ]   |
| Kazuaki Yamashita   | Honda         | [ 6 ]   |
| Shin'ichi Fujiyama  | Honda         | [ 6 ]   |
| Gerhard Waibel      | Honda         |         |
| Kasuya Yamada       | Honda         | [ 19 ]  |
| Mike Leitner        | Honda         |         |
| Ian Saunders        | Honda         |         |
| Jean-Pierre Jeandat | Honda         |         |
| Stuart Edwards      | Honda         |         |
| Gabriele Debbia     | Aprilia-Rotax |         |
| Heinz Lüthi         | Honda         |         |
| Hervé Duffard       | Honda         |         |

### Top tien tussenstand 125cc-klasse
| Pos | Coureur         | Merk                       | Ptn |
| --- | --------------- | -------------------------- | --- |
| 1   | Hans Spaan      | Samson-Sharp-Honda         | 98  |
| 1   | Ezio Gianola    | Pileri-AGV-Honda           | 98  |
| 3   | Àlex Crivillé   | Marlboro-JJ Cobas-Rotax    | 92  |
| 4   | Julián Miralles | Nieto-Ducados-Cepsa-Derbi  | 90  |
| 5   | Hisashi Unemoto | Fukuda-Honda               | 72  |
| 6   | Fausto Gresini  | FMI-Marlboro-Aprilia-Rotax | 70  |
| 7   | Koji Takada     | Fukuda-Honda               | 57  |
| 8   | Stefan Prein    | Honda                      | 54  |
| 9   | Robin Milton    | Honda                      | 46  |
| 10  | Allan Scott     | Honda                      | 37  |

## Zijspanklasse

### De training
Bij de zijspannen waren Steve Webster/Tony Hewitt de snelsten voor Rolf Biland/ Kurt Waltisperg. Egbert Streuer en Geral de Haas waren derde, maar zij hadden de trainingen vooral gebruikt door twee LCR-combinaties te testen: één met de gebruikelijke Yamaha-motor en één met wat Streuer de Honda-motor noemde, maar die mogelijk alleen was opgebouwd met Honda-zuigers, cilinders en krukas, met een boring/slagverhouding van 54 × 54,5 mm. Zijn nieuwe motor met brandstofinjectie was nog steeds niet klaar. 

#### Trainingstijden
| Pos | Coureur          | Bakkenist       | Merk                        | Tijd    |
| --- | ---------------- | --------------- | --------------------------- | ------- |
| 1.  | Steve Webster    | Tony Hewitt     | Brown-Silkolene-LCR-Krauser | 2"35'25 |
| 2.  | Rolf Biland      | Kurt Waltisperg | Dow Chemical-LCR-Krauser    | 2"35'56 |
| 3.  | Egbert Streuer   | Geral de Haas   | Lucky Strike-LCR-Yamaha     | 2"36'08 |
| 4.  | Alain Michel     | Jean-Marc Fresc | ELF-LCR-Krauser             | 2"36'52 |
| 5.  | Markus Egloff    | Urs Egloff      | BP-SMS-Yamaha               | 2"36'95 |
| 6.  | Masato Kumano    | Markus Fährni   | LCR-Yamaha                  | 2"38'30 |
| 7.  | Steve Abbott     | Shaun Smith     | LCR-Yamaha                  | 2"38'53 |
| 8.  | Rolf Steinhausen | Bruno Hiller    | Busch-ADM                   | 2"38'89 |
| 9.  | Derek Jones      | Peter Brown     | LCR-Yamaha                  | 2"39'57 |
| 10. | Fritz Stölzle    | Hubert Stölzle  | LCR-Krauser                 | 2"39'60 |

### De race
Toen de zijspanrace eindelijk van start ging regende het, er hingen mistflarden over de baan en de duisternis begon al in te vallen. Egbert Streuer en Geral de Haas hadden de beste start en dat was belangrijk, want door de enorme spray was het nauwelijk mogelijk te volgen, laat staan te passeren. Steve Webster kon het ook niet volgen. Na vier ronden had hij al vijf seconden achterstand en dat was bij de finish opgelopen tot achttien seconden. 
| Pos | Coureur            | Bakkenist                  | Merk                        | Tijd     | Grid | Punten |
| --- | ------------------ | -------------------------- | --------------------------- | -------- | ---- | ------ |
| 1   | Egbert Streuer     | Geral de Haas              | Lucky Strike-LCR-Yamaha     | 34'52"03 | 3    | 20     |
| 2   | Steve Webster      | Tony Hewitt                | Brown-Silkolene-LCR-Krauser | +18"45   | 1    | 17     |
| 3   | Rolf Biland        | Kurt Waltisperg            | Dow Chemical-LCR-Krauser    | +19"44   | 2    | 15     |
| 4   | Rolf Steinhausen   | Bruno Hiller               | Busch-ADM                   | +36"41   | 8    | 13     |
| 5   | Derek Jones        | Peter Brown                | LCR-Yamaha                  | +57"24   | 9    | 11     |
| 6   | Bernd Scherer      | Thomas Schröder            | BSR-Krauser                 | +1'04"36 | 13   | 10     |
| 7   | Barry Brindley     | Graham Rose                | Fowler-Yamaha               |          |      | 9      |
| 8   | Alain Michel       | Jean-Marc Fresc            | ELF-LCR-Krauser             |          | 4    | 8      |
| 9   | Markus Egloff      | Urs Egloff                 | BP-SMS-Yamaha               |          | 5    | 7      |
| 10  | Fritz Stölzle      | Hubert Stölzle             | LCR-Krauser                 |          | 10   | 6      |
| 11  | Yoshisada Kumagaya | Phillip Coombes            | Windle-Yamaha               |          | 14   | 5      |
| 12  | Yvan Nigrowsky     | Jacques Corbier            | LCR-JPX                     |          | 11   | 4      |
| 13  | Theo van Kempen    | Simon Birchall             | Beijeman-LCR-Krauser        |          | 12   | 3      |
| 14  | Kenny Howles       | Steve Pointer              | LCR-Krauser                 |          |      | 2      |
| 15  | Billy Gällros      | Håkan Olsson               | Yamaha                      |          |      | 1      |
| 16  | George Hardwick    | Steve Parker of Gary Irlam | LCR-Yamaha                  |          |      |        |
| 17  | Ralph Bohnhorst    | Thomas Böttcher            | LCR-Schuberth               |          |      |        |
| 18  | Hans Hügli         | Adolf Hänni                | Sigwa-Yamaha                |          |      |        |

| Coureur              | Bakkenist        | Merk        | Oorzaak | Grid |
| -------------------- | ---------------- | ----------- | ------- | ---- |
| Masato Kumano        | Markus Fährni    | LCR-Yamaha  |         | 6    |
| Steve Abbott         | Shaun Smith      | LCR-Yamaha  |         | 7    |
| Tony Baker           | Trevor Hopkinson | LCR-Krauser |         | 15   |
| Jos van Stekelenburg | Rini Betgens     | LCR-Yamaha  |         | 28   |

| Coureur          | Bakkenist        | Merk        |
| ---------------- | ---------------- | ----------- |
| René Progin      | Laurent Magnenat | LCR-Krauser |
| Tony Wyssen      | Kilian Wyssen    | LCR-Krauser |
| Barry Smith      | David Smith      | Windle-ADM  |
| Wolfgang Stropek | Steve Campbell   | LCR-Krauser |
| Gary Thomas      | Eckart Rösinger  | LCR-Krauser |
| Ray Gardner      | Tony Strevens    | LCR-Krauser |
| Judd Drew        | Brian Houghton   | LCR-JPX     |
| Clive Stirrat    | Simon Prior      | LCR-Krauser |

| Coureur         | Bakkenist       | Merk       | Oorzaak             |
| --------------- | --------------- | ---------- | ------------------- |
| Alfred Zurbrügg | Martin Zurbrügg | LCR-Yamaha | Blessure van Alfred |

### Top tien tussenstand zijspanklasse
| Pos | Coureur          | Bakkenist                           | Merk                         | Ptn |
| --- | ---------------- | ----------------------------------- | ---------------------------- | --- |
| 1   | Steve Webster    | Tony Hewitt                         | Brown-Silkolene-LCR-Krauser  | 78  |
| 2   | Egbert Streuer   | Bernard Schnieders en Geral de Haas | Lucky Strike-LCR-Yamaha      | 71  |
| 3   | Alain Michel     | Jean-Marc Fresc                     | ELF-LCR-Krauser              | 53  |
| 4   | Rolf Biland      | Kurt Waltisperg                     | Dow Chemical-LCR-Krauser     | 50  |
| 5   | Masato Kumano    | Markus Fährni                       | LCR-Yamaha                   | 47  |
| 6   | Rolf Steinhausen | Bruno Hiller                        | Busch-ADM                    | 42  |
| 7   | Fritz Stölzle    | Hubert Stölzle                      | LCR-Krauser                  | 40  |
| 8   | Markus Egloff    | Urs Egloff                          | BP-LCR-Yamaha/ BP-SMS-Yamaha | 32  |
| 9   | Barry Brindley   | Graham Rose                         | Fowler-Yamaha                | 29  |
| 10  | Derek Jones      | Peter Brown                         | LCR-Yamaha                   | 27  |

## Trivia

### Bernie Ecclestone
Dat Bernie Ecclestone de scepter in Francorchamps zwaaide merkten de meeste toeschouwers pas aan de kassa, toen ze geconfronteerd werden met entreegelden die twee keer zo hoog waren als bij de TT van Assen. Ecclestone verklaarde in een interview dat hij de FIM te democratisch vond (lees: de coureurs hadden te veel macht). Bovendien vond hij publiek maar lastig. tv-camera's genereerden veel geld en hij had er geen omkijken naar, terwijl publiek veel organisatie vergde. Vandaar ook dat hij met de hoge entreegelden twee vliegen in één klap sloeg: publiek dat geld wilde uitgeven bracht geld op en publiek dat dat niet wilde bleef weg. Het lukte goed: in 1990 trok de TT van Assen 140.000 toeschouwers en de Belgische Grand Prix slechts 10.000.

### Wayne Gardner
Wayne Gardner mocht van dokter Costa vanaf de TT van Assen weer rijden, maar hij gaf al na de trainingen aan dat hij niets zou riskeren en bij een nat circuit niet zou rijden. In Spa-Francorchamps zag hij de bui letterlijk hangen, want hij stopte al twee ronden voordat het echt begon te regenen.
1921 · 1922 · 1923 · 1924 · 1925 · 1926 · 1927 · 1928 · 1929 · 1930 · 1931 · 1932 · 1933 · 1934 · 1935 · 1936 · 1937 · 1938 · 1939 · 1947 · 1948 · 1949 · 1950 · 1951 · 1952 · 1953 · 1954 · 1955 · 1956 · 1957 · 1958 · 1959 · 1960 · 1961 · 1962 · 1963 · 1964 · 1965 · 1966 · 1967 · 1968 · 1969 · 1970 · 1971 · 1972 · 1973 · 1974 · 1975 · 1976 · 1977 · 1978 · 1979 · 1980 · 1981 · 1982 · 1983 · 1984 · 1985 · 1986 · 1988 · 1989 · 1990